# Санковићи
Санковићи су вастелинска породица средњовјековне Босне. Били су господари Хумске земље. За родоначелника Санковића узима се великаш Санко Милтеновић син Милтена Драживојевића, а Милтен је био син Дражена Богопенца (Богопанковића). Дражен је био племић из Невесиња чије је име записано први пут 1306. године . Грб племићке породице Богопанковића приказан је у грбовнику Петра Охмучевића. Драженов син Милтен Драживојевић први пут се помиње као присталица бана Стефана Другог Котроманића, те је био његов војсковођа заједно са најамником Ружиром. Помиње се у војним походима босанске војске гдје је описан као истакнути војсковођа. Љета 1336. Милтен и Ружир се помињу као присталице краља Стефана Душана. Последњи помен Милтена је из 1343. године, а наслеђује га син Санко; поред Санка имао је сина Градоја и кћерку Радачу која се удала за Ненца Чихорића.
Први сачувани спис о Санку Милтеновићу датира из 1335. године када се помиње заједно са својим оцем. У грађанство Дубровника примљен је 1348. године, а следећи битан догађај је сукоб са далматинским баном 1362. године, када је заробљен Санков брат Градоје. Посредством Дубровника са којим је био у добрим односима, Градоје је био пуштен. Веће акције Санка Милтеновића започињу 1366. године, када се његови односи са баном Твртком нагло заоштравају. Заједно је са Твртковим рођаком Дабишом учествовао у побуни против бана. Године 1368. , склапа савез са Николом Алтомановићем са којим заузима области Гојиславе Војиновић и долази са војском на границу са Дубровником. Видјевши у Санку опасност по Републику, Дубровчани се брзо заложише да придобију Милтеновића на своју страну, што су и успјели. Санко се измирио са баном Твртком, а када је Алтомановић напао Дубровник, Санко Милтеновић се нашао на челу босанске војске која је била против Николе Војиновића Алтомановића. За смрт Санка Милтеновића узима се јул 1370. године, када је по Мавру Орбину настрадао у борби са Николом Алтомановићем. Градоје Милтеновић, се помињао до 1391. године, а иза себе је оставио два сина Будељу и Санчина. После смрти Санка Милтеновића наслеђују га његови синови Бељак и Радич. Бељак преузима управљање територијама свога оца. Браћа, Бељак и Радич су 15. априла 1391. године мимо знања краља Стефана Дабише продали своје посједе у Конавлима Дубровнику. Пошто су тим чином продали државну територију о којој је краљ могао само одлучивати, на Санковиће је кренула војска којуу су предводили војвода Влатко Вуковић и кнез Павле Раденовић. Заузевши области Санковића Конавле децембра 1391. , раздјелише је између себе, а војводу Радича Санковића заробише док се за Бељака сматра да је умро још прије похода. Војвода Радич је пуштен из притвора 1398. године, а у рату краља Остоје и Дубровника 1403., био је уз краља, но када је извршен преврат у Босни а Остоја свргнут, на Радича је напао Сандаљ Хранић присвојивши његове области. Том приликом је заробљен, а о његовој смрти се не зна пуно.
Породична гробница Санковића налази се у селу Бискупову код Коњица, гдје су сахрањени: Милтен, казнац Санко, Градоје, Радич и његова жена Гојислава.
Радача кћерка Милтена, се замонашила и добила име Полихранија, њен стећак се налази у близини манастира Завала у Поповом пољу.
Властела Санковића помиње свога патрона Михаила Архистратига. Дубровачки анали из 15. вијека свједоче да у Босни свака фамилија има једног свеца, и да се за његову прославу приређује гозба.